# Meridiano 115 este
El meridiano 115 este de Greenwich es una línea de longitud que se extiende desde el Polo Norte atravesando el Océano Ártico, Asia, el Océano Índico, Australia, el Océano Antártico y la Antártida hasta el Polo Sur.
El meridiano 115 este forma un gran círculo con el meridiano 65 oeste.
Entre Australia y el paralelo 60 sur establece el límite occidental de la zona libre de armas nucleares del Pacífico Sur.

## De Polo a Polo
Comenzando en el Polo Norte y dirigiéndose hacia el Polo Sur, este meridiano atraviesa:
| Coordenadas                        | País, territorio o mar     | Notas |
| ---------------------------------- | -------------------------- | --- |
| 90°0′N 115°0′E / 90.000, 115.000   | Océano Ártico              | Mar de Láptev |
| 78°56′N 115°0′E / 78.933, 115.000  | Mar de Láptev              | |
| 73°38′N 115°0′E / 73.633, 115.000  | Rusia                      | República de Sajá Óblast de Irkutsk — desde 60°14′N 115°0′E / 60.233, 115.000 República de Buriatia — desde 56°58′N 115°0′E / 56.967, 115.000 Krai de Zabaikalie — desde 54°2′N 115°0′E / 54.033, 115.000 |
| 50°11′N 115°0′E / 50.183, 115.000  | Mongolia                   | |
| 45°24′N 115°0′E / 45.400, 115.000  | China                      | Mongolia Interior Hebei – desde 41°34′N 115°0′E / 41.567, 115.000 Henan – desde 36°3′N 115°0′E / 36.050, 115.000 Shandong – desde 35°16′N 115°0′E / 35.267, 115.000 Henan – desde 34°57′N 115°0′E / 34.950, 115.000 Anhui – durante unos 18 km desde 33°3′N 115°0′E / 33.050, 115.000 Henan – desde 32°52′N 115°0′E / 32.867, 115.000 Hubei – desde 31°28′N 115°0′E / 31.467, 115.000 Jiangxi – desde 29°32′N 115°0′E / 29.533, 115.000 Guangdong – desde 24°41′N 115°0′E / 24.683, 115.000 |
| 22°42′N 115°0′E / 22.700, 115.000  | Mar de la China Meridional | Pasando a través de las Islas Spratly |
| 5°2′N 115°0′E / 5.033, 115.000     | Brunéi                     | Por la isla de Borneo |
| 4°53′N 115°0′E / 4.883, 115.000    | Malasia                    | Sarawak - isla de Borneo |
| 2°22′N 115°0′E / 2.367, 115.000    | Indonesia                  | Por la isla de Borneo |
| 4°1′S 115°0′E / -4.017, 115.000    | Mar de Java                | |
| 7°17′S 115°0′E / -7.283, 115.000   | Mar de Bali                | |
| 8°10′S 115°0′E / -8.167, 115.000   | Indonesia                  | Isla de Bali |
| 8°32′S 115°0′E / -8.533, 115.000   | Océano Índico              | |
| 21°27′S 115°0′E / -21.450, 115.000 | Australia                  | Australia Occidental – Isla de Thevenard |
| 21°28′S 115°0′E / -21.467, 115.000 | Océano Índico              | |
| 21°41′S 115°0′E / -21.683, 115.000 | Australia                  | Australia Occidental |
| 30°14′S 115°0′E / -30.233, 115.000 | Océano Índico              | |
| 33°40′S 115°0′E / -33.667, 115.000 | Australia                  | Australia Occidental |
| 34°6′S 115°0′E / -34.100, 115.000  | Océano Índico              | |
| 60°0′S 115°0′E / -60.000, 115.000  | Océano Antártico           | |
| 66°28′S 115°0′E / -66.467, 115.000 | Antártida                  | Territorio Antártico Australiano, reclamado por Australia |